# Straßenbahn Sankt Avold

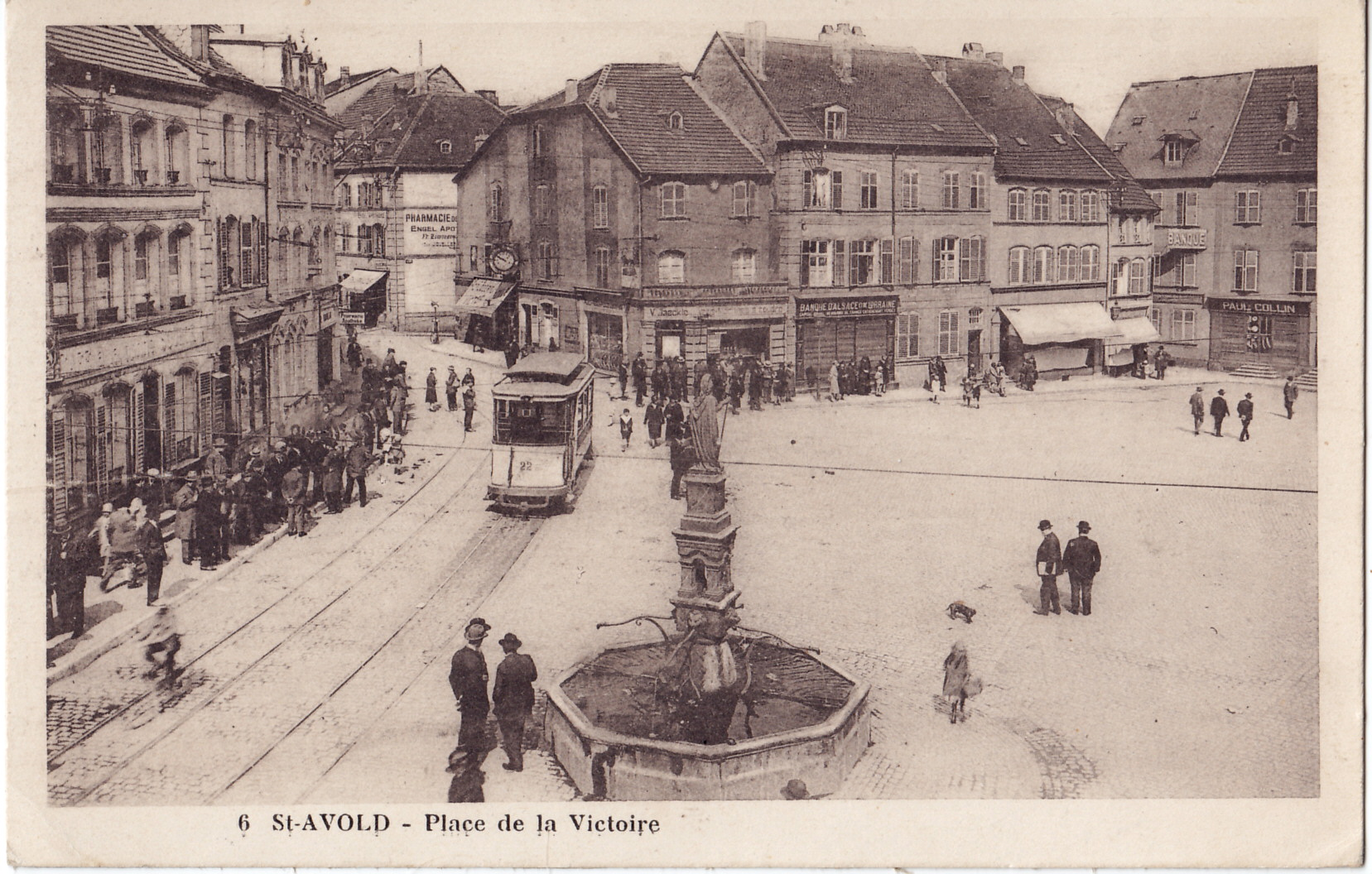
Beiwagen 22 auf der Place de la Victoire in Saint-Avold, 1920er Jahre

Die ehemalige Straßenbahn Sankt Avold (Tramway de Saint-Avold) war einer der kleinsten Straßenbahnbetriebe im heutigen Frankreich. Sie befand sich im lothringischen Industriestädtchen Sankt Avold, heute Saint-Avold im Département Moselle. Zuständiges Verkehrsunternehmen war die Gesellschaft St. Avolder Strassenbahn. 

## Geschichte

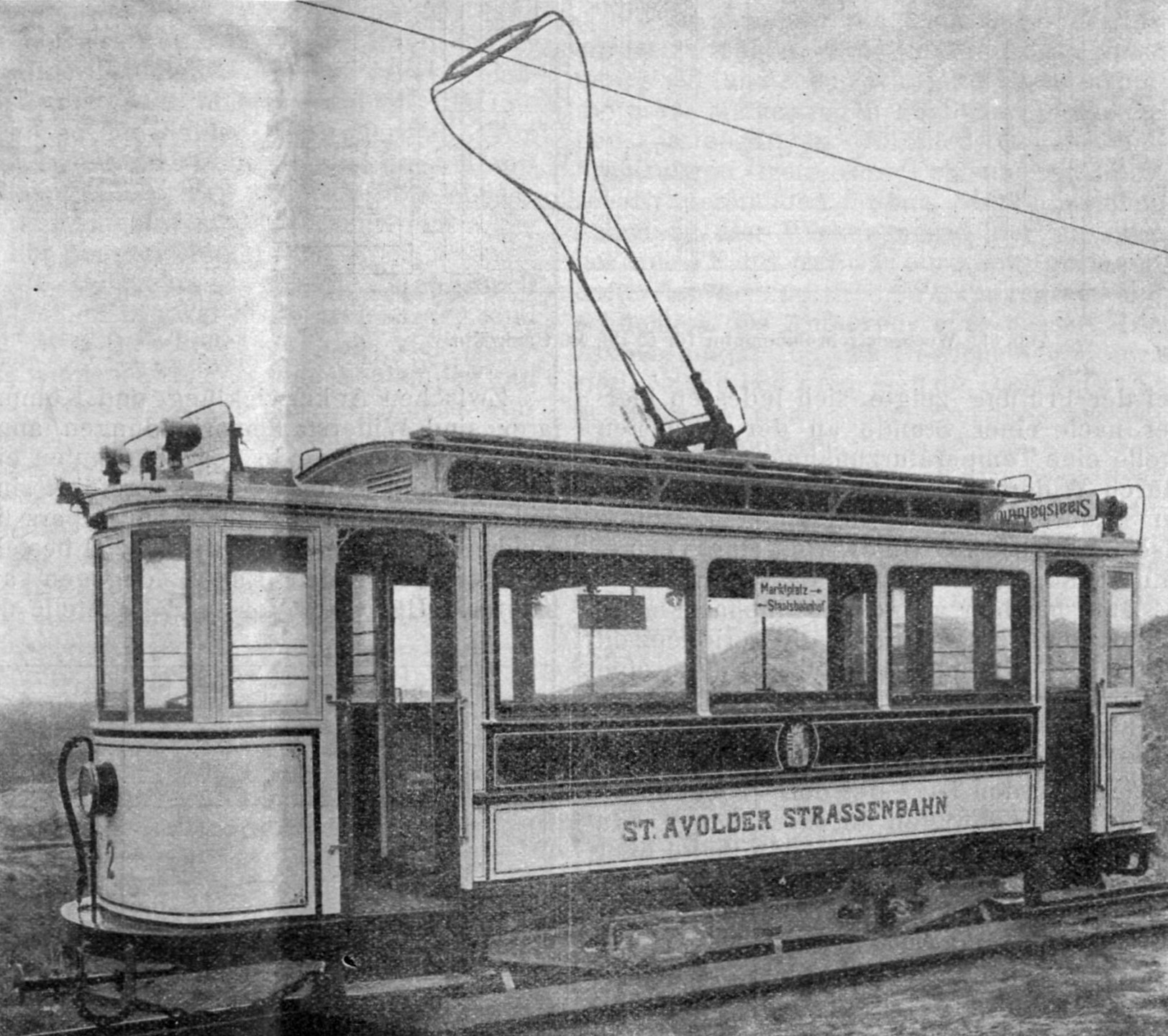
Triebwagen Nummer 2, um 1911

Zu Beginn des 20. Jahrhunderts gehörte die Kleinstadt zum Kreis Forbach im deutschen Reichsland Elsaß-Lothringen und zählte fast 4000 Einwohner; dazu kamen noch etwa 2500 Soldaten der preußischen Garnison, die dort stationiert waren.
Die Entfernung zum Bahnhof der 1851 eröffneten Staatsbahnstrecke Saarbrücken–Metz (Forbacher Bahn), an dem auch einige D- und Eilzüge hielten, betrug fast drei Kilometer, so dass der Wunsch nach einem modernen Verkehrsmittel dorthin aufkam. Die Stadt ließ eine eingleisige elektrische Bahn vom Marktplatz zum Bahnhof in einer Länge von 2,9 Kilometern in Meterspur – überwiegend auf eigenem Bahnkörper – bauen.
Der Betrieb wurde am 7. Februar 1910 mit zwei Triebwagen und zwei Beiwagen eröffnet, die Ende des Jahres noch durch einen weiteren Triebwagen verstärkt wurden. Das Verkehrsangebot von rund 20 Fahrten am Tage wurde gut angenommen; außer Personen beförderte die Bahn auch die Post und im Ersten Weltkrieg in geringem Umfang noch andere Güter.
Als nach dem Krieg 1919 Lothringen zu Frankreich kam, unterstellte man die Bahn für einige Jahre staatlicher Verwaltung. In jener Zeit litt die „Tramway de Saint-Avold“ zunehmend unter starker Konkurrenz von Omnibuslinien.
Am 1. September 1939 wurde wegen des Beginns des Zweiten Weltkrieges der Betrieb eingestellt und nach einiger Zeit durch eine Busverbindung ersetzt. Die deutsche Verwaltung, die von 1940 bis 1944 in Lothringen regierte, ordnete die Wiedereröffnung der Straßenbahn an. Diese war vom 1. Oktober 1943 bis zum 23. September 1944 wieder in Betrieb. Dann war das Ende der Bahn gekommen, die insofern eine Besonderheit darstellte, weil sie nicht mit Gleichstrom, sondern mit Einphasenwechselstrom (750 bis 850 Volt) betrieben wurde.
Zwar wäre eine Renovierung möglich gewesen, doch erschien dem Stadtrat die Beibehaltung einer Busverbindung wirtschaftlicher. Er beschloss 1947 die endgültige Stilllegung der Bahn; die Fahrzeuge konnten an die Gesellschaft für Straßenbahnen im Saartal in Saarbrücken verkauft werden. 